# 金吾街仗司
金吾街仗司，中国宋代官署名。
金吾街仗司下设左右金吾引驾仗，管理殿内宿卫。皇帝车驾巡幸时负责勘箭喝探，还负责送诸道节度使旌节。下设左右街司，管理街鼓警场清道，巡视街市，纠察违法。设有判街、仗司官各一人，都由将军以上充任。属官有左右仗孔目、勾押、引驾官、都押衙、勾画、都知、节级、知箭、门仗官、探头，左右街司孔目、表奏官。兵士各有一百二十人。
宋太宗至道元年（995年）设左右金吾都监，以诸司副使、三班使臣担任。宋仁宗时，又设有勾当左右金吾街仗公事。北宋时隶属于卫尉寺。南宋并归兵部，设干办左右金吾街仗司为长官，以大使臣充任。